# Batalla de Djenné
La batalla de Djenné fue un enfrentamiento militar entre las fuerzas del Imperio Mali y el Pashalik marroquí de Tombuctú. La batalla marcó el final efectivo del gran Imperio Malí y sentó las bases para que surgiera una plétora de pequeños Estados de África occidental.

## Antecedentes
A lo largo de los  XV y XVI, el Imperio de Mali había estado en un estado de declinación casi constante. Todos sus territorios periféricos de vasallos se habían convertido en estados independientes y algunos incluso desafiaban la soberanía de Malí, como el notable Songhai. En 1591 el Imperio Songhai fue derrotado en la batalla de Tondibi por una fuerza expedicionaria marroquí. Gracias al uso marroquí de armas de pólvora como el arcabuz y el cañón, el poder de Songhai fue empujado hacia el este a través del Níger, donde formaron el pequeño pero robusto Dendi Kingdom. Con Songhai fuera del poder, el gobernante de Mansa de Malí Mahmud IV se propuso reconstruir su moribundo imperio. El primer paso en este gran plan sería apoderarse de la valiosa ciudad-estado de Djenné, que controlaba el comercio a lo largo del interior del valle del Níger.

### Fuerzas Mali
Mansa Mahmud IV se dispuso a reunir a sus provincias restantes junto con grupos que anteriormente habían sido vasallos del Imperio Mali. Envió un mensajero a sus dos últimas provincias de Binduku (Bendugu), Kala y Sibiridugu. Solo dos jefes menores respondieron con una promesa de ayuda en la batalla venidera. Estos eran los reyes, llamados koi,  en Tarik es-Soudan de Farka o Fadku (parte de Kala) y Ama. Otro líder menor que ofreció su ayuda en ese momento fue Hammad Amina , un gobernante de Fulbe en Masina. Aun así, el mansa pudo reunir un ejército considerable y marchó sobre Djenné con la esperanza de resucitar a su agonizante imperio.

### Fuerzas Pashalik
El emporio comercial de Djenné estaba sujeto al pashalik marroquí de Tombuctú, llamado así por la ciudad desde la cual gobernaba la fuerza expedicionaria marroquí. Anteriormente, el pashalik había tomado Djenné sin luchar y había preservado a su rey, Muhammad Kinba bin Isma'il en el trono bajo un residente marroquí, el gobernador Sayyid Mansur. No hay detalles sobre qué tipo de tropas estaban presentes cuando el mansa comenzó a avanzar hacia ella, pero una vez que el gobernador fue alertado, envió un mensaje a Tombuctú en busca de refuerzos. En respuesta, Pasha Ammar envió una fuerza encabezada por Qa'id al-Mustafa al-Fil y Qa'id Ali bin Abd Allah al-Tilimsani , que incluía arcabuceros.

## Partida de Sanuna
Los refuerzos marroquíes llegaron a través de embarcaciones fluviales, haciendo un buen uso de la posición de la ciudad en el Níger para transportar tropas rápidamente a la batalla. Llegaron el 26 de mayo para encontrar a Mansa Mahmud IV y su ejército acampados en toda la duna de Sanuna, que llegaba hasta la ensenada donde los barcos debían pasar para entrar en la ciudad y estos refuerzos tuvieron que luchar para llegar a la ciudad usando sus armas en lo que los registros árabes llaman un «bombardeo masivo», los refuerzos pudieron repeler al ejército de la mansa. Las fuerzas pashalik entraron en la ciudad, pero el ejército de Malí todavía estaba acampado y lejos de ser derrotado.

## Ataque al mediodía
Dentro de Djenné, se aconsejó al gobernador Sayyid Mansur que atacara a las fuerzas de la mansa inmediatamente antes de que nadie se uniera a su estandarte. Después de consultar con sus asesores, lo cita de la siguiente forma:

Nuestro encuentro con ellos será después del culto del mediodía del viernes.

Fiel a su palabra, el gobernador junto con el rey de Djenné salieron y volvieron a atacar al ejército de Mali. Fue una ruta completa, con el ejército de Mali sufriendo muchas bajas. Al final de la batalla, Mansa Mahmud IV se vio obligado a huir.

## Consecuencias
La derrota de Mali en Djenné destruyó la alianza temporal a la que Mahmud IV pudo unirse por lo que el Imperio Malí dejó de ser un factor político en la región. El mansa todavía infundía un gran respeto por intentar incluso restablecer el imperio, según los registros árabes. Los aliados de los marroquíes, dice Ta'rikh al-Sudán,

Habiéndolo encontrado en un lugar seguro, lo saludó como a un sultán y alzaron sus cabezas para honrarlo, como era su costumbre.

Mansa Mahmud IV se retiró a Niani y murió en 1610. Sus tres hijos separaron los restos del país y Malí se convirtió en una dispersión de jefaturas débilmente aliadas. Estos fueron absorbidos por el Imperio de Bamana, al que incluso el pashalik de Tombuctú eventualmente tendría que rendir homenaje. Aun así, ninguno de los poderes emergentes se acercaría a la hegemonía de Mali o Songhai. África occidental hizo la transición a una región gobernada por estados más pequeños y menos centralizados que duraron hasta el siglo XIX.

## Razones para la derrota Mandinka
La derrota de Mahmud IV en Djenné fue atribuida a varias causas. Los detalles son escasos sobre la naturaleza de ambos ejércitos. El tema general en por qué la batalla resultó de la forma en que lo hizo gira en torno a la capacidad de cada lado para unir sus fuerzas. En algunos otros casos, los efectos del colapso imperial frente a un entorno político y militar cambiante tan bien demostrado. Mali, que se enfrentó a las fuerzas pashalik y sus aliados nativos, no fue el gran militar de Mansa Musa. De hecho, se había revertido a su estructura preimperial justo en el momento en que los avances en tecnología y organización eran esenciales para la supervivencia del imperio.

### Aliados poco fiables
Una de las razones más destacadas es la traición de la mansa por Hammad Amina, el jefe de  Fulbe en Masina. Anteriormente, Amina había prometido llevar apoyo a Djenné pero se acercó a los marroquíes con quienes ya tenía una relación tipo rey-vasallo. Aconsejó a los marroquíes sobre lo que había que esperar de la fuerza Mandinka-Bamana y evitó que sus propias fuerzas se unieran a la batalla. Los Fulbe no son mencionados como prestadores de ayuda militar a los defensores de Djenné, pero su ausencia del campo de batalla puede haber tenido un gran efecto en el resultado final. El pashalik de Tombuctú también lamentaría haberse fiado de Hammad Amina. El Fulbe eventualmente arrojó su vasallaje nominal al pashalik y daría a los marroquíes su primera gran derrota en el Sahel.

### Provincias no fiables
Aparte de la traición de Amina, otra razón para la derrota de Malí puede residir en su incapacidad de recurrir a las provincias restantes para la captación de hombres. Si Mahmud IV hubiera podido contar con el apoyo de sus comandantes de división tradicionales como el Sanqara-Zuma y el Farim-Soura, también habría tenido acceso al renuente gobernador o Kala-sha de la provincia de Kala. Kala-sha Bukar se negó a unirse al mansa sin los dos comandantes, y comentó en privado:

Dado que sus dos mejores tenientes no lo están acompañando, la situación no tiene remedio.

La desunión de Mali, que ya estaba en pleno auge desde mediados del siglo XVI, se alcanzó en Djenné. De hecho, cuando Mansa Mahmud IV fue a Kala a buscar lo que todavía creía que era un leal aliado, descubrió que el Kala-sha se había marchado para que Djenné luchara junto a los marroquíes.

### Pólvora
Por último, el Imperio Mali, al igual que su competidor Songhai, no había modernizado su máquina militar. Sin embargo, esto no fue por falta de intentos. Las mansas anteriores habían intentado en vano comprar armas de fuego o mercenarios equipados con armas de fuego a los portugueses, pero sus intentos resultaron en vano. El Imperio de Mali entró en guerra con los mismos métodos que había usado desde los días de Sundjata y sin la unidad o escala de sus ejércitos pasados.
Por otro lado, las armas de pólvora de los soldados pashalik no fueron decisivas contra el Imperio Mali a pesar de la dependencia de este último de la infantería tradicional y las fuerzas de caballería. El uso de armas de fuego salvó a los refuerzos pashalik de la aniquilación junto con la intervención oportuna del rey de Djenné, pero tampoco hicieron huir a las fuerzas de la mansa. Mansa Mahmud IV y su ejército permanecieron acampados en la duna de Sanuna a la espera de un segundo enfrentamiento. Los marroquíes ahora se enfrentaban a la ley del rendimiento decreciente, ya que sus armas no tenían el efecto táctico que habían tenido ni siquiera una década antes. Un Imperio Mali armado con armas de fuego en lugar de lanzas y flechas podría haber detenido el refuerzo de Djenné o tomado la ciudad directamente.